# Nickell Peak
Der Nickell Peak ist ein eisfreier Berggipfel im ostantarktischen Viktorialand. Er ragt 1,6 km südöstlich des Sponsors Peak an der Westseite des Oberen Victoria-Gletschers auf.
Das Advisory Committee on Antarctic Names benannte ihn 1976 nach Gregory William Nickell (1948–1974) von der National Science Foundation, Manager des Eklund Biological Center und des Thiel Earth Sciences Laboratory auf der McMurdo-Station, der am 15. Mai 1974 bei einem LKW-Unfall zwischen der McMurdo-Station und der Scott Base ums Leben kam.